# Hendrik Lorentz
Hendrik Antoon Lorentz, född 18 juli 1853 i Arnhem, död 4 februari 1928 i Haarlem, var en nederländsk matematiker och fysiker.

## Biografi
Lorentz forskade vid universitetet i Leiden, där han var professor i matematisk fysik, och han ägnade sig framför allt åt att skapa en teori om förhållandet mellan elektricitet, magnetism och ljus. Han antog att atomerna bestod av små laddade partiklar som svängde och att detta var källan till ljus. Att så var fallet visade en av hans lärjungar Pieter Zeeman genom försök 1896.
Ett år innan Albert Einstein presenterade sin relativitetsteori publicerade Lorentz ett antal matematiska bevis och formler, som beskrev de grundläggande effekterna av en relativitetsteori. Lorentztransformationen, Lorentzfaktorn och Lorentzkraft är uppkallade efter honom.
För sina upptäckter rörande elektromagnetisk strålning tilldelades Lorentz tillsammans med sin elev Pieter Zeeman Nobelpriset i fysik 1902. Han erhöll även Rumfordmedaljen 1908, Franklinmedaljen 1917 och Copleymedaljen 1918.
Lorentz invaldes 1923 som utländsk ledamot nummer 692 av Kungliga Vetenskapsakademien.